# U-båt spionen
U-båt spionen (engelska: The Spy in Black) är en brittisk spionfilm från 1939 i regi av Michael Powell.
Filmen bygger på Joseph Storer Cloustons roman med samma namn.

## Handling
Under första världskriget skickas kapten Hardt till Orkneyöarna för att förbereda en tysk ubåtsattack mot brittiska flottan.

## Rollista i urval
- Conrad Veidt - kapten Hardt
- Sebastian Shaw - örlogskapten Ashington
- Valerie Hobson - frk Tiel
- Esma Cannon - Maggie
- Marius Goring - löjtnant Felix Schuster
- June Duprez - ms Anne Burnett
- Athole Stewart - pastor Hector Matthews
- Helen Haye - mrs Sedley
- Torin Thatcher - ubåtsofficer